# Georg Victor Schmid
Georg Victor Schmid (* 24. Januar 1811 in Altenberg (Erzgebirge); † 19. Januar 1877 in Dresden) war ein deutscher Jurist und Geheimer Finanzsekretär, der als Archivar und Bibliothekar tätig war.

## Leben und Wirken
Er war der Sohn des Gerichtsdirektors Friedrich August Schmid und dessen Ehefrau Caroline Henriette Schmid geborene Petsche. Er ging von 1824 bis 1829 auf die Fürstenschule St. Afra in Meißen und ab 1831 zum Studium der Rechtswissenschaft an die Universität Leipzig. Im Anschluss arbeitete er als Assistent an der Königlich Sächsischen Bibliothek in Dresden unter Constantin Carl Falkenstein. Speziell war er für die Katalogisierung der Literatur zum deutschen und sächsischen Recht verantwortlich und trug damit zur Modernisierung der damals in der öffentlichen Kritik stehenden Bibliothek bei. Die seinerseits gewünschte Stelle als juristischer Bibliothekssekretär wurde ihm versagt, so dass er 1840 als Advokat in das Königlich Sächsische Finanzministerium wechselte. Kurz danach promovierte er 1841 an der Universität Jena zum Dr. jur. 1847 erfolgte seine Übernahme in den sächsischen Staatsdienst. Ihm wurde die Verwaltung und Neuordnung des dem Finanzministerium unterstellten Finanzarchivs übertragen. 1859 erfolgte seine Ernennung zum Geheimen Finanzsekretär verbunden mit der neuen Aufgabe, die Verwaltung von Domänensachen im Königreich Sachsen zu übernehmen.
Schmid publizierte neben juristischen Beiträgen auch über deutsche und sächsische Geschichte. 
Er war verheiratet mit Henriette Wilhelmine Schmid geborene Pflughbeil.

## Werke
- Handbuch aller seit 1560 bis auf die neueste Zeit erschienenen Forst- und Jagdgesetze des Königreichs Sachsen Bd. 1–4, Meißen 1839–1844.
- Historisches Taschenbuch der Welt- und Kulturgeschichte. Leipzig 1840.
- Die säcularisierten Bisthümer Teutschlands. Bd. 1–2, Gotha 1858.
- Die mediatisirten freien Reichsstädte Teutschlands. Frankfurt am Main 1861.